# سرا دآیلو
سرا دآیلو (به ایتالیایی: Serra d'Aiello) یک کومونه در ایتالیا است که در استان کزنتزا واقع شده‌است. سرا دآیلو ۳ کیلومتر مربع مساحت و ۷۶۸ نفر جمعیت دارد و ۳۷۳ متر بالاتر از سطح دریا واقع شده‌است.